# جيمس لوسون
جيمس لوسون (بالإنجليزية: James Lawson)‏ (21 يناير 1987 في المملكة المتحدة - ) هو لاعب كرة قدم بريطاني في مركز جناح ‏. لعب مع غريمسبي تاون ونادي بورنموث ونادي ساوثيند يونايتد ونادي تشيلمسفورد وداغنهام وريدبريدج وكونكورد رينجرز وغرايز أتلاتيك ‏ وويلينج يونايتد.

## وصلات خارجية
- جيمس لوسون على موقع قاعدة بيانات كرة القدم.إي يو (الإنجليزية)
- جيمس لوسون على موقع Soccerbase.com (لاعب) (الإنجليزية)